# Simon Leijnse
Simon Camilo Leijnse, född 25 mars 1970 i Älghults församling, är en svensk skämttecknare, illustratör och konstnär. Leijnses serier har publicerats i flera tidningar, däribland Sydsvenskan och Barometern.